# Anouar Diba
Pour les articles homonymes, voir Diba.
Anouar Diba (né le 27 février 1983 à Utrecht, Pays-Bas) est un footballeur marocain.

## Carrière en clubs
- 2002-2007 :  NAC Breda
- 2007-2010 :  Al-Wakrah
- 2010-décembre 2010 :  FC Twente
- depuis janvier 2011 :  Al-Wakrah

## Sélection en équipe nationale
| Caps | Date       | Match         | Lieu  | Score | Compétition |
| ---- | ---------- | ------------- | ----- | ----- | ----------- |
| 1    | 15/11/2006 | Maroc - Gabon | Rabat | 6 - 0 | Amical      |